# Italian Hockey League 2020-2021
L'Italian Hockey League 2020-2021 è il secondo livello (ex Serie B) del Campionato italiano di hockey su ghiaccio giocato nella stagione 2020-2021.

## Formazioni e formula
Vista la situazione di incertezza legata alla pandemia di COVID-19, la FISG diede la possibilità alle squadre iscritte alla IHL di sospendere le attività per una stagione mantenendo comunque i diritti sportivi per la partecipazione alla IHL successiva. Di questa facoltà si avvalse la ValpEagle, il che portò il numero di squadre iscritte a 10.
In origine era prevista la disputa di un girone di andata e ritorno, al termine del quale le squadre sarebbero state suddivise in un Master Round (con le squadre classificate nelle prime cinque posizioni) ed un Qualification Round per le altre cinque. Anche questi due gironi sarebbero stati disputati con partite di andata e ritorno. Ai play-off avrebbero avuto accesso le cinque squadre del Master Round e le prime tre classificate del Qualification Round. A causa della pandemia di COVID-19, tuttavia, la formula venne modificata.
| Squadre in IHL nella stagione 2018-2019                                           | Squadre in IHL nella stagione 2018-2019 | Squadre in IHL nella stagione 2018-2019 | Squadre in IHL nella stagione 2018-2019 | Squadre in IHL nella stagione 2018-2019       | Squadre in IHL nella stagione 2018-2019 |
| Bressanone Eppan Kaltern Alleghe Merano Como Pergine Varese Valdifiemme Unterland |                                         |                                         |                                         |                                               |                                         |
| Bressanone Eppan Kaltern Alleghe Merano Como Pergine Varese Valdifiemme Unterland | Club                                    | Regione                                 | Città                                   | Arena                                         | Capacità                                |
| --------------------------------------------------------------------------------- | --------------------------------------- | --------------------------------------- | --------------------------------------- | --------------------------------------------- | --------------------------------------- |
| Bressanone Eppan Kaltern Alleghe Merano Como Pergine Varese Valdifiemme Unterland | Hockey Como (ritirato)                  | Lombardia                               | Como                                    | Palaghiaccio Casate                           | 2.500                                   |
| Bressanone Eppan Kaltern Alleghe Merano Como Pergine Varese Valdifiemme Unterland | HC Varese                               | Lombardia                               | Varese                                  | PalaAgorà (Milano) Palaghiaccio Casate (Como) | 3.500 2.500                             |
| Bressanone Eppan Kaltern Alleghe Merano Como Pergine Varese Valdifiemme Unterland | Hockey Unterland Cavaliers              | Trentino-Alto Adige                     | Ora/Egna (BZ)                           | Würth Arena                                   | 1.200                                   |
| Bressanone Eppan Kaltern Alleghe Merano Como Pergine Varese Valdifiemme Unterland | Hockey Pergine                          | Trentino-Alto Adige                     | Pergine Valsugana (TN)                  | Stadio del ghiaccio di Pergine                | 2.500                                   |
| Bressanone Eppan Kaltern Alleghe Merano Como Pergine Varese Valdifiemme Unterland | HC Merano J                             | Trentino-Alto Adige                     | Merano (BZ)                             | MeranArena                                    | 3.000                                   |
| Bressanone Eppan Kaltern Alleghe Merano Como Pergine Varese Valdifiemme Unterland | HC Eppan                                | Trentino-Alto Adige                     | Appiano sulla Strada del Vino (BZ)      | Stadio del ghiaccio di Appiano                | 1.500                                   |
| Bressanone Eppan Kaltern Alleghe Merano Como Pergine Varese Valdifiemme Unterland | SV Kaltern                              | Trentino-Alto Adige                     | Caldaro sulla strada del vino (BZ)      | Palaghiaccio Caldaro                          | 1.500                                   |
| Bressanone Eppan Kaltern Alleghe Merano Como Pergine Varese Valdifiemme Unterland | Valdifiemme HC                          | Trentino-Alto Adige                     | Cavalese (TN)                           | Palazzetto del Ghiaccio di Cavalese           | 2.300                                   |
| Bressanone Eppan Kaltern Alleghe Merano Como Pergine Varese Valdifiemme Unterland | HC Bressanone                           | Trentino-Alto Adige                     | Bressanone (BZ)                         | Palaghiaccio Bressanone                       | 2.500                                   |
| Bressanone Eppan Kaltern Alleghe Merano Como Pergine Varese Valdifiemme Unterland | Alleghe Hockey                          | Veneto                                  | Alleghe (BL)                            | Stadio Alvise De Toni                         | 2.500                                   |

### Modifiche legate alla pandemia di COVID-19
A causa della recrudescenza della pandemia di COVID-19 nell'autunno del 2020, con il DPCM del 3 novembre 2020 il governo impose alla FISG lo stop di tutti i campionati ad eccezione di quelli internazionali (ICE Hockey League, Alps Hockey League e EWHL), della massima serie maschile (IHL-Serie A) e femminile (IHLW) e della seconda serie maschile (l'IHL).
Il successivo 10 novembre, le squadre della serie cadetta, tuttavia, decisero in accordo con la federazione di sospendere comunque la disputa del campionato fino al 5 dicembre, termine poi spostato al 19 dicembre (pur con la disputa di alcuni recuperi già dal 17).
Durante lo stop la federazione decise di dare nuovamente la possibilità alle compagini iscritte in IHL di ritirarsi senza penalità: l'Hockey Como fu l'unica squadra ad avvalersene, lasciando quindi il campionato a 9.
Per consentire di disputare i recuperi degli incontri saltati, vennero aboliti il Master Round ed il Qualification Round: le prime otto classificate al termine della Regular Season avrebbero avuto accesso diretto ai quarti di finale dei play-off.
Anche la modalità di qualificazione alla final four di Coppa Italia dovette essere cambiata: non più - come inizialmente previsto - le prime quattro al termine della Regular season, ma le prime quattro al termine del girone di andata. Tuttavia, a causa del complesso calendario dei recuperi delle partite non giocate, la federazione decise in un secondo momento di tener conto della classifica del girone di ritorno, che sarebbe terminato prima di quello d'andata.

## Regular season

### Classifica
| Pos. | Squadra             | Pt       | G        | V        | VOT      | POT      | P        | GF       | GS       |
| ---- | ------------------- | -------- | -------- | -------- | -------- | -------- | -------- | -------- | -------- |
| 1.   | Merano              | 38       | 16       | 12       | 1        | 0        | 3        | 64       | 33       |
| 2.   | Unterland Cavaliers | 29       | 16       | 9        | 1        | 0        | 6        | 51       | 42       |
| 3.   | Kaltern-Caldaro     | 27       | 16       | 8        | 1        | 1        | 6        | 57       | 49       |
| 4.   | Varese              | 26       | 16       | 8        | 1        | 0        | 7        | 56       | 51       |
| 5.   | Eppan-Appiano       | 21       | 16       | 6        | 0        | 3        | 7        | 50       | 60       |
| 6.   | Bressanone-Brixen   | 20       | 16       | 5        | 2        | 1        | 8        | 48       | 54       |
| 7.   | Valdifiemme         | 19       | 16       | 4        | 3        | 1        | 8        | 39       | 51       |
| 8.   | Alleghe             | 18       | 16       | 5        | 0        | 3        | 8        | 48       | 53       |
| 9.   | Pergine             | 18       | 16       | 6        | 0        | 0        | 10       | 48       | 68       |
| 10.  | Como                | ritirata | ritirata | ritirata | ritirata | ritirata | ritirata | ritirata | ritirata |

Ai sensi del regolamento, l'Alleghe si classifica davanti al Pergine in virtù della doppia vittoria negli scontri diretti (6-2 ad Alleghe, 3-6 a Pergine Valsugana).
Legenda:

      Ammesse ai play-off
Note:

Tre punti a vittoria, due punti a vittoria dopo overtime o rigori, un punto a sconfitta dopo overtime o rigori, zero a sconfitta.

## Play-off

### Tabellone
|  | Quarti di finale    | Quarti di finale    | Quarti di finale    | Quarti di finale | Quarti di finale | Quarti di finale | Quarti di finale |  |  | Semifinali          | Semifinali          | Semifinali      | Semifinali      | Semifinali      | Semifinali | Semifinali |   |    | Finale | Finale | Finale | Finale | Finale | Finale | Finale |  |
|  |                     |                     |                     |                  |                  |                  |                  |  |  |                     |                     |                 |                 |                 |            |            |   |    |        |        |        |        |        |        |        |  |
|  | Merano              | Merano              | Merano              | Merano           | 3                | 2                | 2                |  |  |                     |                     |                 |                 |                 |            |            |   |    |        |        |        |        |        |        |        |  |
|  | Alleghe             | Alleghe             | Alleghe             | Alleghe          | 1                | 0                | 0                |  |  | Merano              | Merano              | Merano          | 6               | 3               | 4          | 5          |   |    |        |        |        |        |        |        |        |  |
|  | Varese              | Varese              | Varese              | Varese           | 6                | 3‡               | 7                |  |  | Varese              | Varese              | Varese          | 3               | 4‡              | 1          | 1          |   |    |        |        |        |        |        |        |        |  |
|  | Eppan-Appiano       | Eppan-Appiano       | Eppan-Appiano       | Eppan-Appiano    | 5                | 2                | 2                |  |  |                     |                     |                 |                 |                 |            |            |   |    | Merano | Merano | Merano | 1      | 2      | 2      | 2      |  |
|  | Unterland Cavaliers | Unterland Cavaliers | Unterland Cavaliers | 2‡               | 5                | 0                | 2                |  |  |                     |                     | Kaltern-Caldaro | Kaltern-Caldaro | Kaltern-Caldaro | 2          | 1          | 3 | 3† |        |        |        |        |        |        |        |  |
|  | Valdifiemme         | Valdifiemme         | Valdifiemme         | 1                | 2                | 3                | 0                |  |  | Unterland Cavaliers | Unterland Cavaliers | 4               | 1               | 2               | 6          | 1          |   |    |        |        |        |        |        |        |        |  |
|  | Kaltern-Caldaro     | Kaltern-Caldaro     | Kaltern-Caldaro     | 2                | 5†               | 3†               | 3†               |  |  | Kaltern-Caldaro     | Kaltern-Caldaro     | 2               | 2               | 3‡              | 4          | 2†         |   |    |        |        |        |        |        |        |        |  |
|  | Bressanone-Brixen   | Bressanone-Brixen   | Bressanone-Brixen   | 3†               | 4                | 2                | 2                |  |  |                     |                     |                 |                 |                 |            |            |   |    |        |        |        |        |        |        |        |  |

Legenda: † = partita terminata ai tempi supplementari; ‡ = partita terminata ai tiri di rigore
1. ↑  La partita, giocata originariamente il 20 marzo (il Varese aveva vinto per 3-2 ai supplementari), venne ripetuta a causa di un errore tecnico degli arbitri il successivo 25 marzo:  IHL: invalidata Varese-Appiano del 20 marzo, su hockeytime.net, 22 marzo 2021. URL consultato il 23 marzo 2021.

Lo Sportverein Kaltern-Caldaro Eishockey si laurea campione della Italian Hockey League, mentre per il Merano è la terza sconfitta consecutiva in finale, dopo le edizioni 2017-2018 e 2018-2019 (l'edizione 2019-2020 venne cancellata a causa dell'epidemia di COVID-19).
I meranesi hanno successivamente ottenuto dalla FISG una wild card, che consentirà loro di partecipare alla successiva edizione di Alps Hockey League e Italian Hockey League - Serie A.

## Classifica finale
| Pos. | Squadra             |
| ---- | ------------------- |
| 1    | Kaltern-Caldaro     |
| 2    | Merano              |
| 3    | Unterland Cavaliers |
| 4    | Varese              |
| 5    | Eppan-Appiano       |
| 6    | Bressanone-Brixen   |
| 7    | Valdifiemme         |
| 8    | Alleghe             |
| 9    | Pergine             |
| 10   | Como                |